# Luigi Riva
Luigi Riva, často též nazývaný Gigi Riva (7. listopad 1944, Leggiuno, Italské království – 22. ledna 2024, Cagliari, Itálie), byl italský fotbalový útočník a sportovní manažer.
Fotbal začal hrát v rodném městě Leggiuna. V roce 1962 odešel hrát do třetiligového Legnana. Zde po jedné sezoně odešel za 37 milionu lir do druholigového Cagliari, kde zůstal do konce své kariéry. V první sezoně jako 18letý, pomohl se svými 8 brankami k postupu do nejvyšší ligy. V sezoně 1966/67 vstřelil 18 branek z 23 utkání a stal se nejlepším střelcem ligy. Toto ocenění získal poté ještě v sezonách 1968/69 (20 branek) a 1969/70 (21 branek). Největšího klubového úspěchu dosáhl v sezoně 1969/70, když získal svůj jediný titul v lize. Po úspěšné sezoně přišlo těžké zranění. Při reprezentačním utkání si zlomil nohu a musel dlouho čekat na uzdravení. V následující sezoně již byl v pořádku a pomohl klubu ke 4. místu v lize a sám vstřelil 21 branek, což jej zařadilo na 2. místo v tabulce střelců. I když střílel branky, klub se již na vrchní patro tabulky v lize nedostalo. I když po něm prahlo více klubů a nabízelo spoustu peněz, Luigi vždy prohlašoval že chce do konce své kariéry zůstat na Sardinii. Konec kariéry nastal 1. února 1976 proti Milánu, když mu protihráč natrhl sval na pravé noze. Navzdory různým pokusům o zotavení a jeho zařazení do týmu pro sezónu 1976/77, již nebyl schopen nastoupit na hřiště a tak ve věku 32 let ukončil kariéru. V nejvyšší lize nastřílel 156 gólů ve 289 zápasech a v Cagliari odehrál celkem 377 utkání a vstřelil 208 branek. Jeho číslo 11 bylo na jeho počest navždy vyřazeno ze sady dresů tohoto klubu. Jde o jediný případ v historii klubu.
V anketě Zlatý míč hledající nejlepšího fotbalistu Evropy se roku 1969 umístil druhý, o rok později třetí. Britský časopis World Soccer ho roku 1999 vyhlásil 72. nejlepším fotbalistou 20. století.
Po fotbalové kariéře se věnoval propagaci fotbalu mezi mladými lidmi a v roce 1976 založil fotbalovou školu, která nese jeho jméno. V sezóně 1986/87 byl několik měsíců prezidentem Cagliari, poté tuto pozici přenechal Lucio Cordeddu. V roce 1990 začal svou činnost s federaci pro národní tým, nejprve jako doprovodný manažer a nakonec jako manažer týmu, tuto roli zastával do května 2013, poté ji opustil kvůli postupujícímu věku. Dne 18. prosince 2019 byl jmenován čestným prezidentem Cagliari.

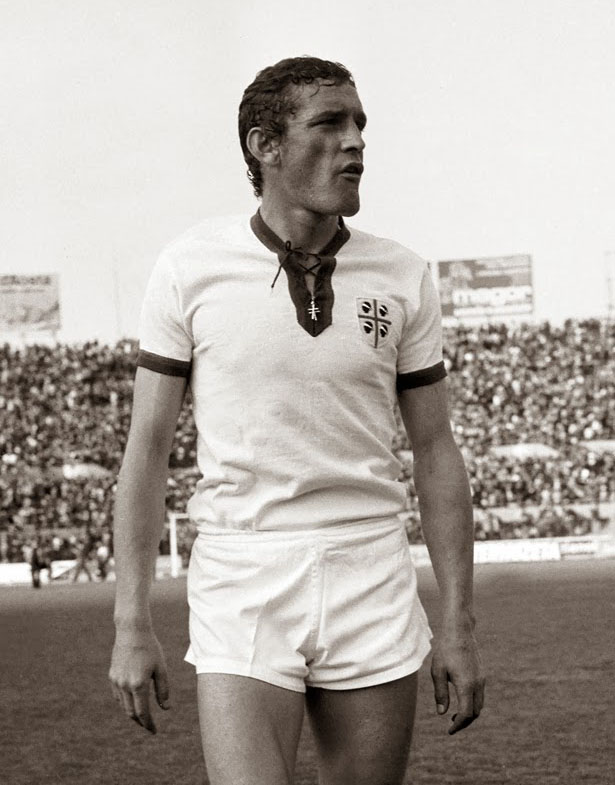
Riva v Cagliari (1970)

## Hráčská statistika
| Sezóna  | Klub     | Liga    | Liga   | Liga | Ligové poháry | Ligové poháry | Ligové poháry | Kontinentální poháry | Kontinentální poháry | Kontinentální poháry | Celkem | Celkem |
| Sezóna  | Klub     | Soutěž  | Zápasy | Góly | Soutěž        | Zápasy        | Góly          | Soutěž               | Zápasy               | Góly                 | Zápasy | Góly   |
| ------- | -------- | ------- | ------ | ---- | ------------- | ------------- | ------------- | -------------------- | -------------------- | -------------------- | ------ | ------ |
| 1962/63 | Legnano  | Serie A | 22     | 5    | -             | 0             | 0             | -                    | 0                    | 0                    | 22     | 5      |
| 1963/64 | Cagliari | Serie B | 26     | 8    | IP            | 2             | 0             | -                    | 0                    | 0                    | 38     | 8      |
| 1964/65 | Cagliari | Serie A | 32     | 9    | IP            | 4             | 3             | -                    | 0                    | 0                    | 36     | 12     |
| 1965/66 | Cagliari | Serie A | 34     | 11   | IP            | 2             | 0             | Vel.P                | 4                    | 1                    | 36     | 8      |
| 1966/67 | Cagliari | Serie A | 23     | 18   | IP            | 3             | 0             | Stř.P                | 1                    | 1                    | 27     | 19     |
| 1967/68 | Cagliari | Serie A | 26     | 13   | IP            | 1             | 0             | Stř.P                | 4                    | 3                    | 31     | 16     |
| 1968/69 | Cagliari | Serie A | 29     | 20   | IP            | 6             | 8             | Stř.P                | 2                    | 0                    | 37     | 28     |
| 1969/70 | Cagliari | Serie A | 28     | 21   | IP            | 6             | 5             | Vel.P                | 2                    | 1                    | 36     | 27     |
| 1970/71 | Cagliari | Serie A | 13     | 8    | IP            | 5             | 5             | PMEZ                 | 3                    | 3                    | 21     | 16     |
| 1971/72 | Cagliari | Serie A | 30     | 21   | IP            | 4             | 3             | -                    | 0                    | 0                    | 34     | 24     |
| 1972/73 | Cagliari | Serie A | 26     | 12   | IP            | 6             | 8             | UEFA                 | 1                    | 0                    | 33     | 20     |
| 1973/74 | Cagliari | Serie A | 25     | 15   | IP            | 2             | 0             | -                    | 0                    | 0                    | 27     | 15     |
| 1974/75 | Cagliari | Serie A | 8      | 2    | IP            | 1             | 1             | -                    | 0                    | 0                    | 9      | 3      |
| 1975/76 | Cagliari | Serie A | 15     | 6    | IP            | 0             | 0             | -                    | 0                    | 0                    | 15     | 6      |
| 1976/77 | Cagliari | Serie B | 0      | 0    | IP            | 0             | 0             | -                    | 0                    | 0                    | 0      | 0      |
| Celkem  | Celkem   | Celkem  | 337    | 169  | -             | 42            | 33            | -                    | 13                   | 8                    | 392    | 210    |

## Reprezentační kariéra
Za reprezentaci odehrál první utkání ve věku 20 let, 27. června 1965 proti Maďarsku (1:2). kde hrál o 8. minuty a stal se tak prvním fotbalistou klubu Cagliari co nastoupil ze reprezentaci. Zúčastnil se zlatého ME 1968, kde odehrál druhé finále a vstřelil branku. Byl velmi dobrý střelec. Před turnajem MS 1970 nastoupil do 9 utkání a v nich vstřelil 12 branek. Na samotném turnaji odehrál všechna utkání a nechyběl ani minutu. Vstřelil tři branky a pomohl tak ke 2. místu. Dne 31. března 1973 proti Lucembursku (5:0), vstřelil čtyři branky a 29. září téhož roku překonal v historických tabulkách Meazzu v počtu branek. Branku číslo 34, vstřelil Švédsku (2:0). Poté přidal ještě jednu branku a 35 vstřelenými góly se stal nejlepším střelcem v reprezentaci. Poslední zápasy přidal na MS 1974 a poté po 42 utkání uzavřel reprezentační kariéru.

### Statistika na velkých turnajích
| Reprezentace | Rok     | Zápasy             | Zápasy | Zápasy     | Zápasy           | Zápasy           | Zápasy       |
| Reprezentace | Rok     | Fáze turnaje       | Datum  | Soupeř     | Odehraných minut | Vstřelené branky | Výsledek     |
| ------------ | ------- | ------------------ | ------ | ---------- | ---------------- | ---------------- | ------------ |
| Itálie       | ME 1968 | Fínále č. 2        | 10. 6. | Jugoslávie | 90               | 1                | 2:0          |
| Itálie       | MS 1970 | 1 zápas ve skupině | 3. 6.  | Švédsko    | 90               | 0                | 1:0          |
| Itálie       | MS 1970 | 2 zápas ve skupině | 6. 6.  | Uruguay    | 90               | 0                | 0:0          |
| Itálie       | MS 1970 | 3 zápas ve skupině | 11. 6. | Izrael     | 90               | 0                | 0:0          |
| Itálie       | MS 1970 | Čtvrtfinále        | 14. 6. | Mexiko     | 90               | 2                | 4:1          |
| Itálie       | MS 1970 | Semifinále         | 17. 6. | NSR        | 120              | 1                | 4:3 v prodl. |
| Itálie       | MS 1970 | Finále             | 21. 6. | Brazílie   | 90               | 0                | 1:4          |
| Itálie       | MS 1974 | 1 zápas ve skupině | 15. 6. | Haiti      | 90               | 0                | 3:1          |
| Itálie       | MS 1974 | 2 zápas ve skupině | 19. 6. | Argentina  | 90               | 0                | 1:1          |

## Úspěchy

### Klubové
- 1× vítěz italské ligy (1969/70)

### Reprezentační
- 2× na MS (1970 - stříbro, 1974)
- 1× na ME (1968 - zlato)

### Individuální
- 3x nejlepší střelec ligy (1966/67, 1968/69, 1969/70)
- člen klubu Golden Foot (2005)
- člen síně slávy italského fotbalu (2011)

### Vyznamenání
Řád zásluh o Italskou republiku (1991) 

 Řád zásluh o Italskou republiku (2000) 

 Hvězda za sportovní zásluhy (2006)  

 Zlatý límec za sportovní zásluhy (2016) 